# Kiruvere
Kiruvere este o arie protejată (arie specială de conservare — SAC, sit de importanță comunitară — SCI) din Estonia întinsă pe o suprafață de 21,1 ha, integral pe uscat.

## Localizare
Centrul sitului Kiruvere este situat la coordonatele 59°07′33″N 25°20′10″E / 59.1257°N 25.336°E.

## Înființare
Situl Kiruvere a fost declarat sit de importanță comunitară în aprilie 2004 pentru a proteja 1 specie de animale. Situl a fost protejat și ca arie specială de conservare în iunie 2005.

## Biodiversitate
Situată în ecoregiunea boreală, aria protejată conține 1 habitat natural: Lacuri eutrofice naturale cu vegetație de tip Magnopotamion sau Hydrocharition.
La baza desemnării sitului se află o specie protejată de  pești: zvârluga (Cobitis taenia).